# Ken van Mierlo
Ken van Mierlo (Hamont (België), 5 augustus 1987) is een Nederlands voormalig voetballer die bij voorkeur op het middenveld speelde. Hij is een zoon van Toine van Mierlo.

## Loopbaan
Van Mierlo doorliep de jeugdopleiding bij Willem II, waar zijn vader verschillende functies bekleedde. Op 6 december 2009 maakte hij met FC Utrecht zijn competitiedebuut in het betaald voetbal. In de thuiswedstrijd tegen AFC Ajax viel hij in voor Jacob Lensky. Hij tekende in juni 2010 een tweejarig contract bij RBC Roosendaal. Aan het einde van het seizoen 2010/11 was hij clubloos vanwege het faillissement van RBC. Vanaf seizoen 2011/12 speelde Van Mierlo bij Lommel United in tweede klasse in België, waar hij een tweejarig contract tekende. Hierna kwam hij nog uit voor AS Verbroedering Geel, KFC Esperanza Pelt en KFC Lille.

## Statistieken
| Seizoen         | Club                  | Competitie      | Competitie | Competitie | Play-offs | Play-offs | Beker | Beker | Totaal | Totaal |
| Seizoen         | Club                  | Competitie      | Wed.       | Dlp.       | Wed.      | Dlp.      | Wed.  | Dlp.  | Wed.   | Dlp.   |
| --------------- | --------------------- | --------------- | ---------- | ---------- | --------- | --------- | ----- | ----- | ------ | ------ |
| 2007-2008       | Willem II             | Eredivisie      | 0          | 0          | —         | —         | 0     | 0     | 0      | 0      |
| 2008-2009       | FC Utrecht            | Eredivisie      | 1          | 0          | —         | —         | 0     | 0     | 1      | 0      |
| 2009-2010       | FC Utrecht            | Eredivisie      | 3          | 0          | —         | —         | 0     | 0     | 3      | 0      |
| 2010-2011       | RBC Roosendaal        | Eerste divisie  | 21         | 1          | —         | —         | 1     | 0     | 22     | 1      |
| 2011-2012       | Lommel United         | Tweede klasse   | 31         | 2          | —         | —         | 2     | 0     | 33     | 2      |
| 2012-2013       | Lommel United         | Tweede klasse   | 17         | 1          | —         | —         | 1     | 0     | 18     | 1      |
| 2013-2014       | AS Verbroedering Geel | Tweede klasse   | 32         | 0          | 0         | 0         | 0     | 0     | 32     | 0      |
| Carrière totaal | Carrière totaal       | Carrière totaal | 105        | 4          | 0         | 0         | 4     | 0     | 109    | 4      |